# Diabelskie nasienie (film 2014)
Diabelskie nasienie (ang.: Devil's Due) – amerykański horror z 2014 roku w reżyserii Matta Bettinelli-Olpina i Tylera Gilletta.

## Obsada
- Zach Gilford jako Zach McCall
- Allison Miller jako Samantha McCall
- Sam Anderson jako ks. ojciec Thomas
- Aimee Carrero jako Emily
- Vanessa Ray jako Suzie
- Michael Papajohn jako policjant
- Griff Furst jako Keith
- Robert Belushi jako Mason
- Donna Duplantier jako dr Ludka
- Catherine Kresge jako Tina
- Sloane Coe jako Ashley
- Julia Denton jako Natalie